# Луня, Владимир Матвеевич
Владимир Матвеевич Луня (лит. Vladimiras Lunia; 22 июня 1906, Шилели — 15 ноября 1992, Вильнюс, Литва) — советский военачальник, командир 167-го стрелкового полка 16-й Литовской стрелковой дивизии в годы Великой Отечественной войны (полковник); Заслуженный деятель культуры Литовской ССР (1976).

## Биография
Родился 22 июня 1906 года в Шилели (ныне Шилале). Белорус. Окончил в 1927 году учительскую семинарию в Таураге, служил с 1930 года в литовской армии. В 1932 году окончил Каунасское военное училище.
В советской армии с 1940 года, в ноябре 1940 года назначен адъютантом начальника штаба 29-го стрелкового корпуса, затем назначен директором Вильнюсского военного пехотного училища.
На фронтах Великой Отечественной войны с 22 июня 1941 года.
С 1942 года служил в 16-й Литовской стрелковой дивизии, дослужился до должности заместителя командира полка. В 1943 году окончил Военную академию имени М. В. Фрунзе в Москве, в 1944 году принят в ВКП(б) и затем направлен в 16-ю стрелковую дивизию, где был назначен командиром 156-го стрелкового полка. В феврале 1944 года с 23 сослуживцами направил обращение к бывшим офицерам армии Литовской Республики с призывом прекратить сотрудничество с немцами и не выступать против советских войск.
В 1945 году Владимир Луня был произведён в полковники, после войны занимал должность командира полка и заместителя командира дивизии. Преподавал в Вильнюсском государственном университете на военной кафедре, с 1961 по 1982 годы работал в Совете министров Литовской ССР.
Награждён орденами Красной Звезды (12 июля 1944), Отечественной войны I (21 сентября 1944) и II степеней (13 июля 1945), Красного Знамени (28 октября 1944). В 1976 году ему присвоено звание Заслуженного работника культурно-просветительской работы Литовской ССР, а через 10 лет он был награждён Почётной грамотой Президиума Верховного Совета Литовской ССР.
Скончался 15 ноября 1992 года в Вильнюсе.